# رود باگان
رود باگان (روسی: Баган) یک رودخانه در استان نووسیبیرسک کشور روسیه است..